# 天山童姥
天山童姥是金庸长篇武侠小说《天龍八部》的角色，是位隱世高人，為逍遙派袓師大弟子，靈鷲宮主人，她是無崖子的師姊，李秋水的師姊兼（情敵）仇人，「聰辯先生」蘇星河、「星宿老怪」丁春秋和本書主角之一虛竹的師伯，函谷八友的師伯祖。總是自稱「姥姥」。童姥武功修為極高，已達至登峰造極的境界，內力亦極深厚，已臻化境。童姥功力恢復至十八九歲時，便能勝過三十六洞主、七十二島主；二十幾歲時，就能凌空點穴，封殺擁有七十餘年內力的虛竹的全身穴位。為金庸小說中武功絕頂的高手之一，主修八荒六合唯我獨尊功（新修版：天長地久不老長春功）。

## 生平
童姥是逍遙派祖師大弟子。師弟是無崖子，師妹是李秋水，師姪是「聰辯先生」蘇星河、「星宿老怪」丁春秋和本書主角之一虛竹，師姪孫是函谷八友，李秋水與師姐天山童姥同對同門師弟無崖子有著情愛糾葛。
童姥武功造詣非凡，據烏老大等高手說她的武功已達至深不可測的境界，殺人從來不用第二招（指與慕容復相當的高手，且上限未知）。童姥功力恢復至二十幾歲時，就能凌空點穴，封殺擁有七十餘年內力的虛竹的全身穴位。是小說數一數二的超絕頂高手，功力在師妹李秋水之上，但比掌門師弟無崖子略遜。
六歲時開始練「天長地久不老長春功」（舊版名稱為「八荒六合唯我独尊功」），每三十年返老還童一次，每次返老還童的同時內功需重新練起，並且午時需飲生血，如此一天恢復一年功力和容貌，但是因為童姥開始修練的年紀太小，加上被李秋水暗算，以致於永遠都是六歲女童的模樣，身材永遠長不大。童姥比掌门师弟无崖子大三岁。
天山童姥和同門的李秋水同時愛上無崖子，兩人從此結下樑子。
天山童姥也專研「天山折梅手」和「天山六陽掌」， 暗器是生死符，是天下第一等厲害暗器，這些都是她的絕學，威力極強。童姥的医术亦甚高明。
二十年后，正值童姥二十六岁那年，练功有成，手少阳三焦经脉逐渐好转，本可发身长大，与常人无异，哪知遭李秋水水暗算（背後大聲嚇一嚇），走火入魔，这回彻底长不高了，永远停留在那个时刻，成為侏儒，成了名副其實的「矮美人」，此時還要遭無崖子拋棄，移愛李秋水。二人因而決裂，此時開始兩人結下仇恨和樑子，並爭鬥不止，雙方以不同方式打擊對方。
由於不甘心和不忿氣，因此常騷擾無崖子和李秋水夫婦的生活，並常向無崖子說李秋水的壞話，亦一直在旁監視李秋水的一舉一動。她後來發視李秋水與無崖子之徒弟丁春秋有私情和勾結，於是向無崖子告密，導致丁春秋背叛師門和無崖子殘廢的慘劇，拆散了無崖子和李秋水夫婦，破壞了他的家庭。
因為惱恨無崖子背叛她，所以對他不施援手。
多年後，李秋水成為西夏皇太妃，作为另一次报复，童姥潜入西夏王宫，在李秋水脸上用利刃划了个“井”字毀其容貌，弄至她眼睛凸出、嘴角歪斜，两人至此仇深似海，正式地進行致命的報復，雙方進入報復的精神迷途。
她成為天山缥缈峰灵鹫宫主人，身材永如女童而自号“天山童姥”，收容各地無依無靠、受男人欺凌的孤寡女子，編製成九天九部婢女，並以「生死符」收服三十六洞七十二岛数千人众，成為其麾下一員，讓他們乖乖聽從號令，因為中「生死符」的人如果生死符未被取出，則必須定期服用「鎮癢丸」，否則會有麻癢難當等痛楚，可說是求生不得求死不能。另外，據烏老大等高手所說，童姥亦有一個古怪的脾氣，當她（或她的婢女）的面色越凶，那該人的懲罰或受的苦頭越輕，亦可能對該人辦事的表現甚為滿意，相反她（或她的婢女）的樣子越和善，代表該人會被懲罰和受的苦頭會越重，甚至會死亡。
由於情場失意和對李秋水的怨恨，因此十分殘忍和心理變態，常把自己的痛苦強行轉移在這些島主洞主身上，因而常派人虐待和折磨三十六洞七十二岛的人，亦常奴伇這些人，童姥一直把他們當作畜牲，若那些洞主島主稍有違背童姥，就不給生死符的解藥，亦是洞主島主反叛縹渺峰的原因之一。另外，據烏老大等高手所說，童姥亦喜歡殺人發洩，一般而言在縹緲峯百里內，若要殺人，必定是童姥親自下殺手。
另一方面，同時她也收留了很多無家可歸、無依無靠，又或被丈夫拋棄和被遺棄之類的女子，成為九天九部的婢女，童姥雖亦待她們甚嚴格和兇惡，但實際上非常照顧和關心她們，對她們甚好，甚至有些孤女亦被童姥撫養長大，讓她們死心塌地效忠自己，她與這些婢女關係甚好，有的甚至情如母女或祖孫，或許這是對男人的一種報復。因自身經歷，她亦時常教導婢女視男人有如蛇蠍，鄙視他們，甚至殘忍地對待他們，以至後來虛竹接任靈鷲宮尊主初期被眾婢女暗地鄙視。
由於身材和外貌的問題，因此童姥絕不會給那些洞主島主看到自己的樣貌，要求他們到靈鷲宮進貢時，要用紗布蒙上自己的眼睛，絕不能揭開，否則會被她挖去眼睛、割去舌頭、砍去雙臀等殘酷刑罰，以防洩露自己的相貌。
因植入「生死符」的緣故，三十六洞七十二島的人對童姥十分畏櫂，把童姥奉如天仙，他們亦要定期進貢珍品給童姥。雖然灵鹫宫弟子沒有被植入「生死符」，但礙於童姥的威嚴和好勝，灵鹫宫弟子同樣把童姥敬若神明，從來沒人敢反駁童姥一句。
童姥不喜遠行，甚少踏入中原，只喜歡與僻疆之人打交道，因此童姥武功雖高，但鮮有中原武林人士知道她的名字和背景，有些就略有所聞。
她出場時已經九十六歲，也因返老還童被烏老大等一干洞主島主藉機發難（烏老大並不知她返老還童，只以為她身子不適，難以抵禦外敵），欲擒獲童姥，想藉機逼她取出「生死符」的解藥，哪知雖擒獲她，但被眾人以為是個尋常小女孩（即灵鹫宫的丫環和童姥弟子），並想以之作要脅。
後來被師姪（當時不知情）兼逍遙派第三代掌門虛竹救走，見她身型雖小，說話口音卻蒼老無比，心智像個老人，因此虛竹以為她是女鬼附身，哪知她就是天山童姥，童姥雖然感恩，但還對他不屑與咒罵，甚至對他動起殺機。
童姥的師姝李秋水兼仇人打算童姥趁返老還童報毀容之仇和了結昔日情愛瓜葛，雖然成功斬斷童姥的左腿腳筋和姆指，但被虛竹背走，導致李秋水未能成功報仇。他們遂逃往西夏皇宮冰窖，李秋水則找了他們近三個月。
童姥與虛竹前往西夏的期間，童姥曾教授虛竹「天山折梅手」。
此後童姥不斷用計逼得虛竹不得不學逍遙派武功，騙得他無意中給烏老大服下「斷筋腐骨丸」，又在夜裡抱來「夢姑」讓虛竹破淫戒。
童姥練功期間亦教他「天山六陽掌」，意圖幫助自己殺害李秋水，順便指導虛竹取出所種的「生死符」。
就在童姥即將功行圓滿之時，李秋水用床笫之事相激，成功讓童姥練功失敗，找到她和虛竹後，在西夏皇宮冰窖中兩人仍不斷相鬥，童姥被奪去左腿和姆指後，已知功力不敵，於是裝死，暗中拳掌偷襲成功，最後雙方均重傷、行動不便，只能同歸於盡，此時童姥以虛竹為媒介，把九十年多年的內力攻擊李秋水，最後全傳到虛竹身上。
翌日李秋水與童姥被虛竹帶離皇宮，將她們安置在西夏首都興州城郊外，此時童姥的手下趕到。童姥死前向趕來的手下宣布，由虛竹接替她作靈鷲宮新主人。並在得知無崖子（潛意識）的心上人是李秋水的妹妹之後安詳逝世。李秋水隨後亦安詳離世。虛竹遂把她與李秋水合葬靈鷲宮中。

## 武功
天山折梅手
共包括三路掌法，三路擒拿法，一共六路武功，掌法和擒拿手之中，含蘊有劍法、刀法、鞭法、槍法、抓法、斧法等等諸般兵刃的絕招，變化繁多，天下任何招數武功，都能自行化在這六路折梅手之中，為逍遙派最強絕技之一。
天山六陽掌
天山童姥教了虛竹九種手法，掌法特性是輕靈飄逸，閒雅清雋，招招兇險，攻敵要害，打散敵人真氣致死，此掌法威力極大，且與「生死符」相互克制，可用此掌化解體內的「生死符」，為逍遙派最強絕技之一。
天長地久不老長春功（舊版稱：八荒六合唯我獨尊功）
威力奇大無比，只可惜每三十年返老還童一次，每次返老還童的同時內功需重新練起，並且午時需飲生血，如此一天恢復一年功力和容貌，這武功不但可駐顏不老，還可長生不老。然而天山童姥操之過急，自六歲修鍊，導致身形不再長大，本來26歲即可運功回復正常身材，但被李秋水阻擾而走火入魔，從此成為侏儒。
和無崖子談戀愛時將部分此功傳授無崖子，無崖子再傳給丁春秋，不需要返老還童，然而要時常服用毒物，否則毒素反噬，全身皮膚肌肉腐爛而死。
生死符
用真氣凝結液體成薄冰塊的暗器，被植入者受真氣侵擾「求生不能，求死不得」，必須定期服用「鎮癢丸」，否則麻癢難當，天龍八部小說裡中了生死符的人有三十六洞主、七十二島主、虛竹（在冰窖內被植入）、丁春秋（在少室山被虛竹植入）。發作之時，一日比一日厲害，其癢劇痛約81日後會逐步散退，但在81日後又會再增加。生死符算是武林中第一等的暗器，利用酒、水等液體逆運真氣，將剛陽之氣轉為陰柔，使掌心中發出來的真氣冷於寒冰數倍，手中液體自然凝結成冰。生死符除了搭配天山六陽掌加上靈鷲宮醫典以便掌握到陰、陽、虛、實才可以化解體內的生死符外，沒有其他辦法可以取出。為天下第一等暗器。

## 影視形象

### 劇集
- 王愛明：香港無綫電視《天龍八部》（1982年）
- 易虹：台灣中視《天龍八部》（1990年）
- 陳安瑩：香港無線電視《天龍八部》（1997年）
- 舒暢：江蘇省廣播電視總台、九洲音像出版公司聯合出品《天龍八部》（2003年）
- 金銘：中國大陸華策影視、東陽大千影視聯合出品《天龍八部》（2013年）
- 曾一萱：中國大陸新麗傳媒《新天龍八部》（2021年）

### 電影
- 鞏俐：《新天龍八部之天山童姥》（1994年），永盛電影公司